# Lennart Hagerfors
Lennart Hagerfors, född 4 mars 1946 i Eskilstuna, numera boende i Stockholm, är en svensk litteraturvetare och författare.
Hagerfors växte upp i dåvarande Franska Ekvatorialafrika som barn till svenska missionärer. Han slog igenom som författare 1985 med Valarna i Tanganyikasjön, en dagboksroman om Henry Morton Stanleys resa genom Afrika för att finna David Livingstone, och har även skrivit flera romaner om Afrika.
Hagerfors har varit kritiker i Aftonbladet och Expressen. Mellan åren 1982 och 1988 var han redaktör för BLM. Han har även varit programledare för teveprogrammet Samtiden i SVT.
Lennart Hagerfors är gift med journalisten Jannike Åhlund.

## Priser och utmärkelser
- 1989 – De Nios Vinterpris
- 1991 – Eyvind Johnsonpriset
- 1991 – Deverthska kulturstiftelsens stipendiat
- 2010 – Karl Vennbergs pris